# Kurt Werner Tutter
Kurt Werner Tutter (4. prosince 1909 Smíchov – 9. března 1983 Bad Kötzting) byl česko-německý politik, nacista, příslušník NSDAP a SS, válečný zločinec druhé světové války, po válce pak agent a špion československé Státní bezpečnosti (StB) nasazený během studené války v Západním Německu.

## Životopis

### Mládí
Narodil se na Smíchově u Prahy jako syn Konrada Tuttera a jeho manželky Mety, rozené Meissnerové. Jeho rodiče byli čeští Němci, původně pocházející z jihočeské Dolní Radouně u Jindřichova Hradce. Vystudoval inženýrství, ovládal osm jazyků. Oženil se s Ilse, rozenou Lügnerovou, se kterou měl dva syny a dceru. 

### První republika
Za první republiky byl zaměstnán jako technický státní úředník, stále více se však politicky angažoval v německých nacionalistických kruzích. Od roku 1934 byl policii znám jako příslušník Sudetoněmecké domácí fronty, roku 1935 přetvořené v Sudetoněmeckou stranu (SdP). Tutter působil jako předseda jejího pražského městského sdružení a byl také propagačním manažerem a tiskovým mluvčím SdP. Přednášel na stranických akcích, organizoval řečnické kurzy a působil jako redaktor novin Der Ruf a Nachrichtenblatt der Sudetendeutsche Heimatfront. Na měsíční schůzi pražského okresního sdružení SdP vedené Tutterem, konané pod heslem „Boj za práva a čest německého dělníka i vzkazy organizace“ dne 25. listopadu 1936 v Německém domě v Praze poslanec Národního shromáždění Georg Wollner pronesl před asi 800 účastníky schůze nenávistný projev proti československému státu, načež bylo setkání nuceně rozehnáno četnictvem. V komunálních volbách 22. května 1938 byl Tutter zvolen do pražského zastupitelstva na kandidátce SdP (spolu s Josefem Pfitznerem a Fritzem Pawellkem).
Po Mnichovské dohodě se Tutter s rodinou v listopadu 1938 přestěhoval do Liberce, který se po záboru Sudet stal součástí Nacistického Německa. Zde získal místo poradce na Říšském úřadu pro propagandu, ve skutečnosti zde však pracoval pro německou vojenskou rozvědku Abwehr. V souvislosti s okolnostmi dopravní nehody, které byl účasten, musel Tutter v roce 1939 opustit Sudety a vrátil se do Prahy, po německé okupaci hlavního města Protektorátu Čechy a Morava, kde působil jako tlumočník a organizátor konferencí.

### Druhá světová válka
Po začátku druhé světové války sloužil Tutter jako zpravodaj kontrarozvědky Abwehr v Itálii, Jugoslávii, Bulharsku, Rumunsku a Turecku. Následně byl povolán na východní frontu, kde byl zraněn při bojích na Kavkaze. Od ledna 1943 byl jako příslušník II. oddělení Abwehru přidělen k divizi Brandenburg. V rámci reorganizace Abwehru Otto Skorzenym se Tutter v roce 1944 stal členem jednotky SS-Einheit Südost vytvořené z divize Brandenburg. Z této jednotky následně vzniklo bojové uskupení SS „Josef“, vytvořené v Badenu u Vídně pro boj proti partyzánům v Protektorátu Čechy a Morava a na Slovensku pod velením SS-Obersturmführera Waltera Pawlofského, tvořené především vojáky z řad českých a slovenských Němců, Hlinkovy gardy a mladistvých příslušníků Hlinkovy mládeže. Poté, co bylo operační velení SS přemístěno na Slovensko a v obci Sekule nedaleko Senice bylo zřízeno výcvikové středisko pro boj zblízka, sebeobranu, ničení budov a mostů a přípravu atentátu, byl zástupcem velitele Pawlofského jmenován SS-Oberscharführer Tutter. Během tzv. „praktické části výcviku“ došlo na Slovensku k nejméně 44 vraždám. Školicí středisko Sekule bylo uzavřeno na jaře 1945 a účastníci byli rozděleni do několika bojových skupin. Tutter za svou službu v Abwehru obdržel Železný kříž I. třídy.
Tutter dostal velení nad skupinou s operačním prostorem na Moravě. S tou se v dubnu 1945 přesunul přes Třešť a Valašské Meziříčí do Vizovic, aby zde skupina v rámci operace „Auerhahn“ spolu s gestapem a pravidelnými divizemi SS zakročila proti sílícím akcím 1. československé partyzánské brigády Jana Žižky na Valašsku. Večer 18. dubna 1945 přečetl Tutter svým mužům operační rozkaz pro příští den k zajetí partyzánů a jejich pomocníků na Ploštině. V poledních hodinách 19. dubna 1945 dorazilo komando „Josef“ do Ploštiny, kde vypálilo osm z deseti domů a zavraždilo 24 lidí. Velení komanda, včetně Tuttera, se pak 23. dubna 1945 zapojilo do další operace proti partyzánům, při které bylo ve vsi Prlov u Vsetína zavražděno 21 osob a vypáleno několik domů.

### Po válce
Po ukončení operace „Auerhahn“ se Tutter vrátil ke své rodině do Prahy. Tam byl jakožto Němec a říšský občan v květnu 1945 zatčen a krátce nato deportován do Bavorska.
V Bavorsku se Tutter s rodinou usadil ve Weißenstadtu, kde získal pozici na bavorském ministerstvu zemědělství. V září 1946 jej však zatkla americká rozvědka a na žádost československého generála Bohuslava Ečera jej v listopadu 1946 vydala do Československa. Zde byl souzen před tribunálem v Bratislavě, přičemž předmětem obžaloby ovšem nebyly válečné zločiny v Ploštině a Prlově, ale pouze jeho práce instruktora a vedoucího výcvikového tábora v Sekulích. 28. dubna 1948 jej odsoudil bratislavský Lidový soud k šesti letům vězení za kolaboraci, které si následně odpykal jako vězeň č. 6358 ve slovenské věznici Leopoldov.
Po propuštění z vězení byl Tutter v roce 1952 odvezen do sběrného tábora Ostrava-Kunčičky. Odtud byl několikrát převezen do Prahy k „výslechům“, pravděpodobně se však jednalo o náborové pohovory k československé Státní bezpečnosti. 

### Agentem StB v Západním Německu
Tutter se pak v roce 1954 vrátil ke své rodině do Weißenstadtu jako tzv. Spätheimkehrer (pozdní navrátilec), již jakožto agent StB s krycím jménem Konrad II. Později se přestěhoval do Frankfurtu nad Mohanem, kde pracoval jako obchodník.
Poté, co byl na vrcholu Hohenbogen zřízen záchytný systém NATO pro telekomunikační sektor „F“, se Tutter v roce 1962 stal civilním zaměstnancem Bundeswehru jako radista u leteckého telekomunikačního pluku 72 a na základě toho se přestěhoval do Kötztingu, nedaleko západočeské hranice s ČSSR. Zprávy o krycích rotách německé zpravodajské služby, organizační plán a seznam personálu Leteckého telekomunikačního pluku Bundeswehru 72, který byl vytvořen k zachycení rádiového spojení mezi piloty ČSSR a NDR, předal StB v prosinci 1962. V roce 1966 podalo pražské státní zastupitelství na Tuttera obžalobu za masakr na Ploštině. Státní bezpečnost při vyšetřování ocenila cennou spolupráci s Tutterem a náměstek ministra vnitra Jaroslav Klíma zařídil prostřednictvím náměstka generálního prokurátora ČSR Jaroslava Davida uzavření případu Tutter/Pawlowski z důvodu možného ohrožení zájmů ČSR v zahraničí. V lednu 1969 dostal Tutter nové krycí jméno, Dietrich.
Dne 12. ledna 1972 byla v bezpečnostní bráně budovy ústředí telekomunikačního sektoru F nalezena ztracená obálka obsahující náčrt vojenského zařízení, rozvrhy směn, telefonní seznam, popis vybavení odposlechového vozu MAN 5t a strojopisný dopis se zjevně podezřelým obsahem. Tutter byl také terčem vyšetřování západoněmeckého Státního úřadu kriminální policie a Vojenské kontrarozvědky (MAD), neboť patřil do skupiny lidí, kteří již dříve touto branou prošli. Výslechový protokol ukazuje, že Tutter již dříve sloužil jako zdroj v jiných operacích MADGrp VI a pravděpodobně také sloužil jako agent MAD. Tutterovi se nicméně podařilo přesunout podezření na civilního zaměstnance údržby závodu, na jehož psacím stroji byl dopis napsán. V roce 1974 pak odešel do důchodu.
Ve svém domovském Kötztingu byl Tutter pět let členem městské rady za CSU, dále členem rady protestantské církve, předsedou místní skupiny Sudetoněmeckého krajanského sdružení a vedoucím místního centra pro vzdělávání dospělých. Kvůli své různorodé sociální angažovanosti byl ceněn jako vážený občan města, a když zde 9. března 1983 zemřel a byl zde pohřben, setkalo se to se značnou pozorností veřejnosti.

### Posmrtné ztotožnění a krytí orgány ČSSR
Identita velitele úkolového uskupení SS „Josef“ byla zřejmě orgánům ČSSR známa již delší dobu. Tyto znalosti byly pravděpodobně také základem pro Tutterův nábor na agenta Státní bezpečnosti ČSSR. Jména těch, kteří byli zodpovědní za vypálení jejich domů a smrt jejich známých a příbuzných, byla pozůstalým z vypálených vesnic utajena.
Román Smrt' sa volá Engelchen od slovenského spisovatele Ladislava Mňačka, vydaný v roce 1959 a ovlivněný komunistickou ideologií, který literárně pojednává o událostech na Ploštině, dává osobě odpovědné za masakr jméno „Engelchen“ a důstojník SS je popsán v román jako výrobce houslí z Klingenthalu. Zůstává nejasné, zda zcela odlišný původ připisovaný válečnému zločinci v literární fikci byl úmyslný, či nahodilý.
Poté, co byla po zásahu StB obvinění proti Tutterovi v roce 1966 stažena, publikoval Roman Cílek 28. února 1969 v novinách Hlas revoluce text o válečných zločinech spáchaných jednotkou SS „Josef“ na Ploštině a Prlově, kde byla zmíněna i jména Walter Pawlofski a Werner Tutter. Tutterovo jméno zmiňuje Cílek znovu v roce 1985 v souvislosti s vypálením Prlova v knize Smrt na prahu života, stejně tak ve své knize Ploština z roku 1990 uvádí SS-Oberscharführera Tuttera jako instruktora masakru. O Tutterově osobě však neexistovalo žádné veřejné povědomí a pronásledování Cílka komunistickými orgány nebylo žádoucí.
Deník Mladá fronta Dnes v listopadu 2000 uvedl, že válečného zločince Kurta Wernera Tuttera léta kryli členové čs. Státní komise pro stíhání válečných zločinců Jaroslav David a Jaroslav Klíma. Úřad pro dokumentaci a vyšetřování zločinů komunismu pak Davida a Klímu obvinil z překročení pravomoci veřejného činitele a maření trestu ve funkci. Redaktor Mladé fronty Dnes Luděk Navara případ Tutter dále zkoumal a své poznatky zveřejnil v roce 2002 v knize Smrt si říká Tutter., na základě které byl roku 2005 Českou televizí vytvořen dokumentární film.
Zprávy v českých médiích přiměly německého germanistu a slavistu Winfrieda Baumanna, pocházejícího z Kötztingu, k zaměření se na osobnost někdejšího kötztingerského občana Kurta Wernera Tuttera, který odhalil jeho totožnost s válečným zločincem. 9. března 2001 list Straubinger Tagblatt publikoval Baumannův celostránkový článek od pod názvem „Nacistický zločinec a vrcholný agent ČSSR žil v Kötztingu 20 let bez obtíží“, což samotném v Kötztingu vyvolalo značný rozruch.